# Interlands Iers voetbalelftal 1950-1959
Deze pagina toont een chronologisch en gedetailleerd overzicht van de interlands die het Iers voetbalelftal heeft gespeeld in de periode 1950 – 1959.

## Interlands

### 1950
|                                                                    |                                                               |       |                 |                                                                                  |
| 10 mei Vriendschappelijk № 51 «onderlinge duels» 19:00 uur (UTC+1) | België                                                        | 5 – 1 | Ierland         | Heizelstadion, Brussel Toeschouwers: 24.083 Scheidsrechter: Jan Bronkhorst (NED) |
| 10 mei Vriendschappelijk № 51 «onderlinge duels» 19:00 uur (UTC+1) | Jef Mermans 3', 33', 84' Albert De Hert 19' Freddy Chaves 56' |       | 72' Bobby Duffy | Heizelstadion, Brussel Toeschouwers: 24.083 Scheidsrechter: Jan Bronkhorst (NED) |

|                                                                       |                                        |       |                                    |                                                                                |
| 26 november Vriendschappelijk № 52 «onderlinge duels» 14:30 uur (UTC) | Ierland                                | 2 – 2 | Noorwegen                          | Dalymount Park, Dublin Toeschouwers: 30.215 Scheidsrechter: Henry Pearce (ENG) |
| 26 november Vriendschappelijk № 52 «onderlinge duels» 14:30 uur (UTC) | Johnny Carey 24' (pen.) Davy Walsh 61' |       | 6' Per Bredesen 11' Willy Andresen | Dalymount Park, Dublin Toeschouwers: 30.215 Scheidsrechter: Henry Pearce (ENG) |

### 1951
|                                                                    |         |                   |            |                                                                             |
| 13 mei Vriendschappelijk № 53 «onderlinge duels» 15:30 uur (UTC+1) | Ierland | 0 – 1             | Argentinië | Dalymount Park, Dublin Toeschouwers: 41.031 Scheidsrechter: Reg Leafe (ENG) |
| 13 mei Vriendschappelijk № 53 «onderlinge duels» 15:30 uur (UTC+1) |         | 54' Ángel Labruna |            | Dalymount Park, Dublin Toeschouwers: 41.031 Scheidsrechter: Reg Leafe (ENG) |

|                                                                    |                                           |       |                                                    |                                                                                          |
| 30 mei Vriendschappelijk № 54 «onderlinge duels» 19:00 uur (UTC+1) | Noorwegen                                 | 2 – 3 | Ierland                                            | Ullevaalstadion, Oslo Toeschouwers: 20.913 Scheidsrechter: Carl Frederik Jørgensen (DEN) |
| 30 mei Vriendschappelijk № 54 «onderlinge duels» 19:00 uur (UTC+1) | Odd Wang Sørensen 14' Ragnar Hvidsten 55' |       | 17' Peter Farrell 67' Alf Ringstead 82' Paddy Coad | Ullevaalstadion, Oslo Toeschouwers: 20.913 Scheidsrechter: Carl Frederik Jørgensen (DEN) |

|                                                                        |                                                               |       |                                  |                                                                                |
| 17 oktober Vriendschappelijk № 55 «onderlinge duels» 16:30 uur (UTC+1) | Ierland                                                       | 3 – 2 | West-Duitsland                   | Dalymount Park, Dublin Toeschouwers: 29.451 Scheidsrechter: William Ling (ENG) |
| 17 oktober Vriendschappelijk № 55 «onderlinge duels» 16:30 uur (UTC+1) | Jupp Posipal 9' (e.d.) Arthur Fitzsimons 39' Dessie Glynn 84' |       | 62' Max Morlock 75' Fritz Walter | Dalymount Park, Dublin Toeschouwers: 29.451 Scheidsrechter: William Ling (ENG) |

|                                                                   |                                                      |       |         |                                                                                       |
| 4 mei Vriendschappelijk № 56 «onderlinge duels» 14:30 uur (UTC+1) | West-Duitsland                                       | 3 – 0 | Ierland | Müngersdorfer Stadion, Keulen Toeschouwers: 75.000 Scheidsrechter: Arthur Ellis (ENG) |
| 4 mei Vriendschappelijk № 56 «onderlinge duels» 14:30 uur (UTC+1) | Jupp Posipal 31' Ottmar Walter 77' Berni Termath 88' |       |         | Müngersdorfer Stadion, Keulen Toeschouwers: 75.000 Scheidsrechter: Arthur Ellis (ENG) |

|                                                                   |                                                                     |       |         |                                                                                  |
| 7 mei Vriendschappelijk № 57 «onderlinge duels» 17:15 uur (UTC+1) | Oostenrijk                                                          | 6 – 0 | Ierland | Prater-Stadion, Wenen Toeschouwers: 64.000 Scheidsrechter: Adolf Reinhardt (FRG) |
| 7 mei Vriendschappelijk № 57 «onderlinge duels» 17:15 uur (UTC+1) | Dolfi Huber 22', 24', 26' Walter Haummer 36' Robert Dienst 58', 81' |       |         | Prater-Stadion, Wenen Toeschouwers: 64.000 Scheidsrechter: Adolf Reinhardt (FRG) |

|                                                                    | |       |         |                                                                                |
| 1 juni Vriendschappelijk № 58 «onderlinge duels» 18:00 uur (UTC+1) | Spanje                                                                                                  | 6 – 0 | Ierland | Estadio Chamartín, Madrid Toeschouwers: 75.000 Scheidsrechter: Reg Leafe (ENG) |
| 1 juni Vriendschappelijk № 58 «onderlinge duels» 18:00 uur (UTC+1) | Gerardo Coque 2' Agustín Gaínza 10' César Rodríguez 14' Estanislau Basora 43', 69' José Luis Panizo 52' |       |         | Estadio Chamartín, Madrid Toeschouwers: 75.000 Scheidsrechter: Reg Leafe (ENG) |

|                                                                       |                 |       |                    |                                                                                  |
| 16 november Vriendschappelijk № 59 «onderlinge duels» 14:30 uur (UTC) | Ierland         | 1 – 1 | Frankrijk          | Dalymount Park, Dublin Toeschouwers: 40.000 Scheidsrechter: Albert Alsteen (BEL) |
| 16 november Vriendschappelijk № 59 «onderlinge duels» 14:30 uur (UTC) | Sean Fallon 19' |       | 67' Roger Piantoni | Dalymount Park, Dublin Toeschouwers: 40.000 Scheidsrechter: Albert Alsteen (BEL) |

### 1953
|                                                                    |                                                                |       |            |                                                                                |
| 25 maart Vriendschappelijk № 60 «onderlinge duels» 16:30 uur (UTC) | Ierland                                                        | 4 – 0 | Oostenrijk | Dalymount Park, Dublin Toeschouwers: 40.000 Scheidsrechter: Arthur Ellis (ENG) |
| 25 maart Vriendschappelijk № 60 «onderlinge duels» 16:30 uur (UTC) | Alf Ringstead 47', 54' Tommy Eglington 73' Frank O'Farrell 82' |       |            | Dalymount Park, Dublin Toeschouwers: 40.000 Scheidsrechter: Arthur Ellis (ENG) |

|                                                                        |                                                 |       |                                                                                 |                                                                                   |
| 4 oktober WK 1954 kwalificatie № 61 «onderlinge duels» 15:30 uur (UTC) | Ierland                                         | 3 – 5 | Frankrijk                                                                       | Dalymount Park, Dublin Toeschouwers: 45.000 Scheidsrechter: Laurent Franken (BEL) |
| 4 oktober WK 1954 kwalificatie № 61 «onderlinge duels» 15:30 uur (UTC) | Reg Ryan 58' Davy Walsh 83' Frank O'Farrell 88' |       | 23', 69' Léon Glovacki 40' Armand Penverne 50' Joseph Ujlaki 72' Pierre Flamion | Dalymount Park, Dublin Toeschouwers: 45.000 Scheidsrechter: Laurent Franken (BEL) |

|                                                                         |                                                                    |       |           |                                                                            |
| 28 oktober WK 1954 kwalificatie № 62 «onderlinge duels» 15:00 uur (UTC) | Ierland                                                            | 4 – 0 | Luxemburg | Dalymount Park, Dublin Toeschouwers: 20.000 Scheidsrechter: Alf Bond (ENG) |
| 28 oktober WK 1954 kwalificatie № 62 «onderlinge duels» 15:00 uur (UTC) | Arthur Fitzsimons 18', 83' Reg Ryan 48' (pen.) Tommy Eglington 59' |       |           | Dalymount Park, Dublin Toeschouwers: 20.000 Scheidsrechter: Alf Bond (ENG) |

|                                                                            |                    |       |         |                                                                                       |
| 25 november WK 1954 kwalificatie № 63 «onderlinge duels» 14:30 uur (UTC+1) | Frankrijk          | 1 – 0 | Ierland | Parc des Princes, Parijs Toeschouwers: 32.265 Scheidsrechter: Lucien Van Nuffel (BEL) |
| 25 november WK 1954 kwalificatie № 63 «onderlinge duels» 14:30 uur (UTC+1) | Roger Piantoni 73' |       |         | Parc des Princes, Parijs Toeschouwers: 32.265 Scheidsrechter: Lucien Van Nuffel (BEL) |

### 1954
|                                                                        |           |                    |         |                                                                                   |
| 7 maart WK 1954 kwalificatie № 64 «onderlinge duels» 15:00 uur (UTC+1) | Luxemburg | 0 – 1              | Ierland | Stade Municipal, Luxemburg Toeschouwers: 5.000 Scheidsrechter: Bertus Ausum (NED) |
| 7 maart WK 1954 kwalificatie № 64 «onderlinge duels» 15:00 uur (UTC+1) |           | 62' George Cummins |         | Stade Municipal, Luxemburg Toeschouwers: 5.000 Scheidsrechter: Bertus Ausum (NED) |

|                                                                      |                                    |       |                 |                                                                               |
| 7 november Vriendschappelijk № 65 «onderlinge duels» 15:00 uur (UTC) | Ierland                            | 2 – 1 | Noorwegen       | Dalymount Park, Dublin Toeschouwers: 34.000 Scheidsrechter: Jack Clough (ENG) |
| 7 november Vriendschappelijk № 65 «onderlinge duels» 15:00 uur (UTC) | Con Martin 59' Reg Ryan 66' (pen.) |       | 13' Willy Olsen | Dalymount Park, Dublin Toeschouwers: 34.000 Scheidsrechter: Jack Clough (ENG) |

### 1955
|                                                                   |                     |       |           |                                                                               |
| 1 mei Vriendschappelijk № 66 «onderlinge duels» 15:30 uur (UTC+1) | Ierland             | 1 – 0 | Nederland | Dalymount Park, Dublin Toeschouwers: 16.690 Scheidsrechter: Arthur Luty (ENG) |
| 1 mei Vriendschappelijk № 66 «onderlinge duels» 15:30 uur (UTC+1) | Jack Fitzgerald 79' |       |           | Dalymount Park, Dublin Toeschouwers: 16.690 Scheidsrechter: Arthur Luty (ENG) |

|                                                                    |                |       |                                           |                                                                                |
| 25 mei Vriendschappelijk № 67 «onderlinge duels» 19:00 uur (UTC+1) | Noorwegen      | 1 – 3 | Ierland                                   | Bislettstadion, Oslo Toeschouwers: 18.574 Scheidsrechter: Albert Meißner (FRG) |
| 25 mei Vriendschappelijk № 67 «onderlinge duels» 19:00 uur (UTC+1) | Arne Kotte 39' |       | 17', 70' George Cummins 80' Alf Ringstead | Bislettstadion, Oslo Toeschouwers: 18.574 Scheidsrechter: Albert Meißner (FRG) |

|                                                                    |                                |       |                 |                                                                                         |
| 28 mei Vriendschappelijk № 68 «onderlinge duels» 16:30 uur (UTC+1) | West-Duitsland                 | 2 – 1 | Ierland         | Volksparkstadion, Hamburg Toeschouwers: 50.000 Scheidsrechter: Karel van der Meer (NED) |
| 28 mei Vriendschappelijk № 68 «onderlinge duels» 16:30 uur (UTC+1) | Erwin Waldner 13' Karl Mai 63' |       | 67' Sean Fallon | Volksparkstadion, Hamburg Toeschouwers: 50.000 Scheidsrechter: Karel van der Meer (NED) |

|                                                                      |                       |       |                                                       |                                                                                |
| 19 oktober Vriendschappelijk № 69 «onderlinge duels» 15:30 uur (UTC) | Ierland               | 1 – 4 | Joegoslavië                                           | Dalymount Park, Dublin Toeschouwers: 22.000 Scheidsrechter: Alec Murdoch (ENG) |
| 19 oktober Vriendschappelijk № 69 «onderlinge duels» 15:30 uur (UTC) | Arthur Fitzsimons 40' |       | 10', 14', 44' Miloš Milutinović 76' Todor Veselinović | Dalymount Park, Dublin Toeschouwers: 22.000 Scheidsrechter: Alec Murdoch (ENG) |

|                                                                       |                                        |       |                 |                                                                                |
| 27 november Vriendschappelijk № 70 «onderlinge duels» 15:30 uur (UTC) | Ierland                                | 2 – 2 | Spanje          | Dalymount Park, Dublin Toeschouwers: 35.000 Scheidsrechter: Arthur Ellis (ENG) |
| 27 november Vriendschappelijk № 70 «onderlinge duels» 15:30 uur (UTC) | Arthur Fitzsimons 8' Alf Ringstead 76' |       | 24', 44' Pahiño | Dalymount Park, Dublin Toeschouwers: 35.000 Scheidsrechter: Arthur Ellis (ENG) |

### 1956
|                                                                    |                |       |                                                              |                                                                            |
| 10 mei Vriendschappelijk № 71 «onderlinge duels» 14:30 uur (UTC+1) | Nederland      | 1 – 4 | Ierland                                                      | De Kuip, Rotterdam Toeschouwers: 60.000 Scheidsrechter: Alois Pennig (FRG) |
| 10 mei Vriendschappelijk № 71 «onderlinge duels» 14:30 uur (UTC+1) | Bram Appel 77' |       | 52', 67' Arthur Fitzsimons 59' Joe Haverty 71' Alf Ringstead | De Kuip, Rotterdam Toeschouwers: 60.000 Scheidsrechter: Alois Pennig (FRG) |

|                                                                          |                                         |       |                     |                                                                            |
| 3 oktober WK 1958 kwalificatie № 72 «onderlinge duels» 17:00 uur (UTC+1) | Ierland                                 | 2 – 1 | Denemarken          | Dalymount Park, Dublin Toeschouwers: 32.600 Scheidsrechter: Alf Bond (ENG) |
| 3 oktober WK 1958 kwalificatie № 72 «onderlinge duels» 17:00 uur (UTC+1) | Dermot Curtis 27' John Gavin 45' (pen.) |       | 86' Aage Rou Jensen | Dalymount Park, Dublin Toeschouwers: 32.600 Scheidsrechter: Alf Bond (ENG) |

|                                                                       |                                                           |       |                |                                                                                |
| 25 november Vriendschappelijk № 73 «onderlinge duels» 14:30 uur (UTC) | Ierland                                                   | 3 – 0 | West-Duitsland | Dalymount Park, Dublin Toeschouwers: 35.000 Scheidsrechter: Alec Murdoch (ENG) |
| 25 november Vriendschappelijk № 73 «onderlinge duels» 14:30 uur (UTC) | Noel Cantwell 63' (pen.) Joe Haverty 87' Maxie McCann 89' |       |                | Dalymount Park, Dublin Toeschouwers: 35.000 Scheidsrechter: Alec Murdoch (ENG) |

### 1957
|                                                                      |                                                |       |                   |                                                                                  |
| 8 mei WK 1958 kwalificatie № 74 «onderlinge duels» 15:00 uur (UTC+1) | Engeland                                       | 5 – 1 | Ierland           | Wembley Stadium, Londen Toeschouwers: 51.000 Scheidsrechter: Hugh Phillips (SCO) |
| 8 mei WK 1958 kwalificatie № 74 «onderlinge duels» 15:00 uur (UTC+1) | Tommy Taylor 10', 19', 40' John Atyeo 38', 90' |       | 56' Dermot Curtis | Wembley Stadium, Londen Toeschouwers: 51.000 Scheidsrechter: Hugh Phillips (SCO) |

|                                                                       |                  |       |                |                                                                                 |
| 19 mei WK 1958 kwalificatie № 75 «onderlinge duels» 15:30 uur (UTC+1) | Ierland          | 1 – 1 | Engeland       | Dalymount Park, Dublin Toeschouwers: 47.600 Scheidsrechter: Hugh Phillips (SCO) |
| 19 mei WK 1958 kwalificatie № 75 «onderlinge duels» 15:30 uur (UTC+1) | Alf Ringstead 3' |       | 90' John Atyeo | Dalymount Park, Dublin Toeschouwers: 47.600 Scheidsrechter: Hugh Phillips (SCO) |

|                                                                          |            |                                      |         |                                                                                             |
| 2 oktober WK 1958 kwalificatie № 76 «onderlinge duels» 19:00 uur (UTC+1) | Denemarken | 0 – 2                                | Ierland | Københavns Idrætspark, Kopenhagen Toeschouwers: 28.000 Scheidsrechter: Gerhard Schulz (DDR) |
| 2 oktober WK 1958 kwalificatie № 76 «onderlinge duels» 19:00 uur (UTC+1) |            | 53' George Cummins 60' Dermot Curtis |         | Københavns Idrætspark, Kopenhagen Toeschouwers: 28.000 Scheidsrechter: Gerhard Schulz (DDR) |

### 1958
|                                                                    |                                        |       |                                      |                                                                                |
| 11 mei Vriendschappelijk № 77 «onderlinge duels» 17:00 uur (UTC+2) | Polen                                  | 2 – 2 | Ierland                              | Śląskistadion, Chorzów Toeschouwers: 80.000 Scheidsrechter: Rudolf Roman (AUT) |
| 11 mei Vriendschappelijk № 77 «onderlinge duels» 17:00 uur (UTC+2) | Gerard Cieślik 25' Edmund Zientara 75' |       | 13' Dermot Curtis 49' George Cummins | Śląskistadion, Chorzów Toeschouwers: 80.000 Scheidsrechter: Rudolf Roman (AUT) |

|                                                                    |                                                   |       |                   |                                                                               |
| 14 mei Vriendschappelijk № 78 «onderlinge duels» 19:15 uur (UTC+1) | Oostenrijk                                        | 3 – 1 | Ierland           | Praterstadion, Wenen Toeschouwers: 35.000 Scheidsrechter: Paul Wyssling (SUI) |
| 14 mei Vriendschappelijk № 78 «onderlinge duels» 19:15 uur (UTC+1) | Alfred Körner 18' Hans Buzek 58' Josef Hamerl 77' |       | 70' Dermot Curtis | Praterstadion, Wenen Toeschouwers: 35.000 Scheidsrechter: Paul Wyssling (SUI) |

|                                                                     |                               |       |                      |                                                                               |
| 5 oktober Vriendschappelijk № 79 «onderlinge duels» 15:30 uur (UTC) | Ierland                       | 2 – 2 | Polen                | Dalymount Park, Dublin Toeschouwers: 35.000 Scheidsrechter: Jack Clough (ENG) |
| 5 oktober Vriendschappelijk № 79 «onderlinge duels» 15:30 uur (UTC) | Noel Cantwell 27' (pen.), 32' |       | 17', 20' Ernest Pohl | Dalymount Park, Dublin Toeschouwers: 35.000 Scheidsrechter: Jack Clough (ENG) |

### 1959
|                                                                      |                                         |       |                   |                                                                                     |
| 5 april EK 1960 kwalificatie № 80 «onderlinge duels» 15:30 uur (UTC) | Ierland                                 | 2 – 0 | Tsjecho-Slowakije | Dalymount Park, Dublin Toeschouwers: 37.500 Scheidsrechter: Lucien Van Nuffel (BEL) |
| 5 april EK 1960 kwalificatie № 80 «onderlinge duels» 15:30 uur (UTC) | Liam Tuohy 21' Noel Cantwell 41' (pen.) |       |                   | Dalymount Park, Dublin Toeschouwers: 37.500 Scheidsrechter: Lucien Van Nuffel (BEL) |

|                                                                       |                                                                                     |       |         |                                                                                   |
| 10 mei EK 1960 kwalificatie № 81 «onderlinge duels» 16:00 uur (UTC+1) | Tsjecho-Slowakije                                                                   | 4 – 0 | Ierland | Tehelné pole, Bratislava Toeschouwers: 41.691 Scheidsrechter: José Barberan (FRA) |
| 10 mei EK 1960 kwalificatie № 81 «onderlinge duels» 16:00 uur (UTC+1) | Imrich Stacho 3' (pen.) Titus Buberník 57' Ladislav Pavlovič 67' Milan Dolinský 75' |       |         | Tehelné pole, Bratislava Toeschouwers: 41.691 Scheidsrechter: José Barberan (FRA) |

|                                                                      |                                         |       |                                        |                                                                                  |
| 1 november Vriendschappelijk № 82 «onderlinge duels» 15:00 uur (UTC) | Ierland                                 | 3 – 2 | Zweden                                 | Dalymount Park, Dublin Toeschouwers: 40.250 Scheidsrechter: Arthur Holland (ENG) |
| 1 november Vriendschappelijk № 82 «onderlinge duels» 15:00 uur (UTC) | Johnny Giles 16' Dermot Curtis 24', 53' |       | 7' Rune Börjesson 13' Bengt Berndtsson | Dalymount Park, Dublin Toeschouwers: 40.250 Scheidsrechter: Arthur Holland (ENG) |

UEFA: Albanië · België · Bulgarije · Denemarken · West-Duitsland · Duitse Democratische Republiek · Engeland · Finland · Frankrijk · Griekenland · Hongarije · Ierland · IJsland · Italië · Joegoslavië · Kroatië · Luxemburg · Malta · Nederland · Noord-Ierland · Noorwegen · Oostenrijk · Polen · Portugal · Roemenië · Saarland · Schotland · Sovjet-Unie · Spanje · Tsjecho-Slowakije · Turkije · Wales · Zweden · Zwitserland

AFC: Israël
FAI · A-internationals · Bondscoaches · Statistieken · Iers vrouwenelftal · Olympisch elftal · Ierland U21 · Ierland U20 · Ierland U19 · Ierland U18 · Ierland U17 · Ierland U16 · Vrouwen U17
1924 – 1929 ·
1930 – 1939 ·
1940 – 1949 ·
1950 – 1959 ·
1960 – 1969 ·
1970 – 1979 ·
1980 – 1989 ·
1990 – 1999 ·
2000 – 2009 ·
2010 – 2019 ·
2020 − 2029
EK 1988 · 
EK 2012 · 
EK 2016
WK 1990 · 
WK 1994 · 
WK 2002
1924 · 
1925 · 
1926 · 
1927 · 
1928 · 
1929 · 
1930 · 
1931 · 
1932 · 
1933 · 
1934 · 
1935 · 
1936 · 
1937 · 
1938 · 
1939 · 
1940 · 1941 · 1942 · 1943 · 1944 · 1945 · 
1946 · 
1947 · 
1948 · 
1949 · 
1950 · 
1951 · 
1952 · 
1953 · 
1954 · 
1955 · 
1956 · 
1957 · 
1958 · 
1959 · 
1960 · 
1961 · 
1962 · 
1963 · 
1964 · 
1965 · 
1966 · 
1967 · 
1968 · 
1969 · 
1970 · 
1971 · 
1972 · 
1973 · 
1974 · 
1975 · 
1976 · 
1977 · 
1978 · 
1979 · 
1980 · 
1981 · 
1982 · 
1983 · 
1984 · 
1985 · 
1986 · 
1987 · 
1988 · 
1989 · 
1990 · 
1991 · 
1992 · 
1993 · 
1994 · 
1995 · 
1996 · 
1997 · 
1998 · 
1999 · 
2000 · 
2001 · 
2002 · 
2003 · 
2004 · 
2005 · 
2006 · 
2007 · 
2008 · 
2009 · 
2010 · 
2011 · 
2012 · 
2013 · 
2014 · 
2015 ·
2016 ·
2017 ·
2018 ·
2019 ·
2020 ·
2021
Albanië ·
Algerije ·
Andorra ·
Argentinië ·
Armenië ·
Australië ·
Azerbeidzjan ·
België ·
Bolivia ·
Bosnië en Herzegovina ·
Brazilië ·
Bulgarije ·
Canada ·
Chili ·
China ·
Colombia ·
Costa Rica ·
Cyprus ·
Denemarken ·
Duitsland ·
Ecuador ·
Egypte ·
Engeland ·
Estland ·
Faeröer ·
Finland ·
Frankrijk ·
Georgië ·
Gibraltar ·
Griekenland ·
Hongarije ·
IJsland ·
Iran ·
Israël ·
Italië ·
Jamaica ·
Joegoslavië ·
Kameroen ·
Kazachstan ·
Kroatië ·
Letland ·
Liechtenstein ·
Litouwen ·
Luxemburg ·
Malta ·
Marokko ·
Mexico ·
Moldavië ·
Montenegro ·
Nederland ·
Nieuw-Zeeland ·
Nigeria ·
Noord-Ierland ·
Noord-Macedonië ·
Noorwegen ·
Oekraïne ·
Oman ·
Oostenrijk ·
Paraguay ·
Polen ·
Portugal ·
Qatar ·
Roemenië ·
Rusland ·
San Marino ·
Saoedi-Arabië ·
Schotland ·
Servië ·
Slowakije ·
Sovjet-Unie ·
Spanje ·
Trinidad en Tobago ·
Tsjechië ·
Tsjecho-Slowakije ·
Tunesië ·
Turkije ·
Uruguay ·
Verenigde Staten ·
Wales ·
Wit-Rusland ·
Zuid-Afrika ·
Zweden ·
Zwitserland
België (2016) · 
Italië (2012) · 
Kroatië (2012) · 
Spanje (2012) · 
Zweden (2016)